# Nesobasis erythrops
Nesobasis erythrops là một loài chuồn chuồn kim trong họ Coenagrionidae.
Nesobasis erythrops is in 1891 voor het eerst wetenschappelijk beschreven bởi Selys.